# Bruce Beutler
Bruce Alan Beutler (Chicago, 29 december 1959) is een Amerikaans immunoloog en geneticus. Samen met Jules Hoffmann en Ralph M. Steinman kreeg hij in 2011 de Nobelprijs voor de Fysiologie of Geneeskunde. Beutler is als hoogleraar verbonden aan het The Scripps Research Institute in La Jolla.

## Biografie
Beutler werd geboren in Chicago als zoon van de hematoloog Ernest Beutler (1928-2008) en de journaliste Brondelle Fleisher. Gefascineerd door de natuur in zijn kinderjaren besloot hij al op zijn zevende om bioloog te worden. Na de Polytechnic School in Pasadena studeerde hij aan de Universiteit van Californië - San Diego waar hij op achttienjarige leeftijd zijn bachelorgraad behaalde. Zijn mastergraad verkreeg hij in 1981 aan de Universiteit van Chicago.
Uitgezonderd voor een korte periode aan de Rockefeller-universiteit in New York was Beutler het grootste deel van zijn carrière werkzaam aan de Universiteit van Texas te Dallas. Vanaf 2000 is hij hoogleraar genetica aan The Scripps Research Institute.

## Werk
In een serie van ontdekkingen beginnend midden jaren tachtig isoleerde Beutler de tumornecrosefactor (TNF) in muizen en ontdekte de ontstekingsremmende eigenschappen ervan. Daarop volgend ontwikkelde hij recombinant inhibiters voor deze TNF, die nu worden gebruikt in de behandeling van ontstekingsziektes.
Een andere belangrijke ontdekking van Beutler betrof de receptor voor lipopolysacharide (LPS), welke een belangrijke rol speelt bij de activering van de afweerreactie van een dier op een infectie. Zijn ontdekking hielp te verklaren hoe ontstekingen beginnen en hoe dieren infecties waarnemen. Voor zijn werk aan deze lipopolysacharide-receptoren won hij in 2011 de Nobelprijs, samen met Hoffmann en Steinman.
1901: Behring · 
1902: Ross · 
1903: Finsen · 
1904: Pavlov · 
1905: Koch · 
1906: Golgi, Ramón y Cajal · 
1907: Laveran · 
1908: Mechnikov, Ehrlich · 
1909: Kocher · 
1910: Kossel · 
1911: Gullstrand · 
1912: Carrel · 
1913: Richet ·
1914: Bárány · 
1919: Bordet · 
1920: Krogh · 
1922: Hill, Meyerhof · 
1923: Banting, Macleod · 
1924: Einthoven ·
1926: Fibiger · 
1927: Wagner-Jauregg · 
1928: Nicolle · 
1929: Eijkman, Hopkins · 
1930: Landsteiner · 
1931: Warburg · 
1932: Sherrington, Adrian · 
1933: Morgan · 
1934: Whipple, Minot, Murphy · 
1935: Spemann · 
1936: Dale, Loewi · 
1937: Szent-Györgyi · 
1938: Heymans · 
1939: Domagk · 
1943: Dam, Doisy · 
1944: Erlanger, Gasser · 
1945: Fleming, Chain, Florey · 
1946: Muller · 
1947: C. Cori, G. Cori, Houssay · 
1948: Müller · 
1949: Hess, Moniz · 
1950: Kendall, Reichstein, Hench · 
1951: Theiler · 
1952: Waksman · 
1953: Krebs,Lipmann ·
1954: Enders, Weller, Robbins · 
1955: Theorell · 
1956: Cournand, Forssmann, Richards · 
1957: Bovet · 
1958: Beadle, Tatum, Lederberg · 
1959: Ochoa, Kornberg · 
1960: Burnet, Medawar · 
1961: Békésy · 
1962: Crick, Watson, Wilkins · 
1963: Eccles, Hodgkin, Huxley · 
1964: Bloch, Lynen · 
1965: Jacob, Lwoff, Monod · 
1966: Rous, Huggins · 
1967: Granit, Hartline, Wald · 
1968: Holley, Khorana, Nirenberg · 
1969: Delbrück, Hershey, Luria · 
1970: Katz, Euler, Axelrod · 
1971: Sutherland · 
1972: Edelman, Porter · 
1973: Frisch, Lorenz, Tinbergen · 
1974: Claude, De Duve, Palade · 
1975: Baltimore, Dulbecco, Temin ·
1976: Blumberg, Gajdusek · 
1977: Guillemin, Schally, Yalow · 
1978: Arber, Nathans, Smith · 
1979: Cormack, Hounsfield · 
1980: Benacerraf, Dausset, Snell · 
1981: Sperry, Hubel, Wiesel · 
1982: Bergström, Samuelsson, Vane · 
1983: McClintock · 
1984: Jerne, Köhler, Milstein · 
1985: Brown, Goldstein · 
1986: Cohen, Levi-Montalcini · 
1987: Tonegawa · 
1988: Black, Elion, Hitchings · 
1989: Bishop, Varmus · 
1990: Murray, Thomas · 
1991: Neher, Sakmann · 
1992: Fischer, Krebs · 
1993: Roberts, Sharp · 
1994: Gilman, Rodbell · 
1995: Lewis, Nüsslein-Volhard, Wieschaus · 
1996: Doherty, Zinkernagel · 
1997: Prusiner · 
1998: Furchgott, Ignarro, Murad · 
1999: Blobel · 
2000: Carlsson, Greengard, Kandel ·
2001: Hartwell, Hunt, Nurse · 
2002: Brenner, Horvitz, Sulston · 
2003: Lauterbur, Mansfield · 
2004: Axel, Buck · 
2005: Marshall, Warren ·
2006: Fire, Mello ·
2007: Capecchi, Smithies, Evans ·
2008: Zur Hausen, Barré–Sinoussi, Montagnier ·
2009: Blackburn, Greider, Szostak ·
2010: Edwards ·
2011: Beutler, Hoffmann, Steinman ·
2012: Gurdon, Yamanaka ·
2013: Rothman, Schekman, Südhof ·
2014: O'Keefe, Moser, Moser ·
2015: Campbell, Omura, Tu ·
2016: Osumi ·
2017: Hall, Rosbash, Young ·
2018: Allison, Honjo ·
2019: Kaelin, Ratcliffe, Semenza ·
2020: Alter, Houghton, Rice ·
2021: Julius, Patapoutian ·
2022: Pääbo ·
2023: Karikó, Weissman ·
2024: Ambros, Ruvkun